# Aksumské království
Aksumské království (Ge'ez: መንግስተ አክሱም, Mangiśta Aksum, sabejsky 𐩱𐩫𐩪𐩣, starořecky Ἀξωμίτης, Axomítés), nazývané též jako Aksumská říše, či jen zkráceně Aksum, bylo starověké a raně středověké království ležící na území dnešní Eritreje a severní Etiopie. V dobách svého největšího rozsahu dosahovalo částí Súdánu, Somálska a Jemenu. Vzniklo přibližně ve 3. století př. n. l. a trvalo až do roku 940 n. l. Názvu Etiopie užívalo již od 4. století. Jednalo se o velmi bohatou zemi, neboť provozovala čilý obchod v jižní části Rudého moře z obou jeho břehů, takže i manicheiský prorok Mání ji považoval za jednu ze čtyř nejmocnějších říší světa, a to vedle římské, perské a čínské. Její konec byl částečně spojen s nájezdy Arabů.

## Dějiny

### Raná historie Aksumu
Před aksumskou říší se v oblasti severní Etiopie nacházelo království D'mt s hlavním městem Jeha (Yeha), po jeho rozpadu ovládly jeho území menší státy, z nichž nejvíc vynikal právě Aksum díky své výhodné poloze při Rudém moři. Aksúm byl založen národem Sabejců pocházejících z jižní části Arábie, kteří sebou přinesli semitský jazyk a písmo Ge'ez. O to, kde vlastně ležela bájná Sábská říše se dodnes přou Jemen s Etiopií. Podstatné je, že v minulosti byl Jemen a Etiopie (zastarale Habeš) kulturně jednotnou oblastí, takže se klidně mohla rozprostírat na obou územích. V tomto raném období bylo „království“ Aksum ještě jakýmsi shlukem drobných království nebo spíš různých sídlišť spojených v podobě svazu. Aksum se začal rozvíjet v 1. tis. př. n. l. a jeho bohatství plynulo hlavně z obchodu, vedeného zejména z přístavu Abuisuk u Rudého moře. Nejdříve bylo pod vlivem jižní Arábie a jeho písmo a jazyk byly zcela spjaty s jihoarabským. Od 4. století před n. l. sílil vliv Řeků, když Abuisukem začaly proplouvat obchodní lodě z Egypta, kde vládli Ptolemaiovci. Nejdůležitějším zbožím té doby bylo zřejmě zlato, slonovina, víno a otroci. Z opic a jiných zvířat se stávali domácí mazlíčci a sloni byli využíváni k práci.

### Království Aksum
První zmínka o jednotném království Aksum pochází z 1. století n. l. Tou dobou oblast vyvážela do světa zejména slonovinu a želví krunýře. Bohatství Aksúmu plynulo ze skutečnosti, že se nacházelo na významné obchodní trase mezi římským světem a Indií. Mezi lety 325–328 království přijalo křesťanství jako své státní náboženství a stalo se prvním státem, které kdy užilo na svých mincích symbolu kříže. 

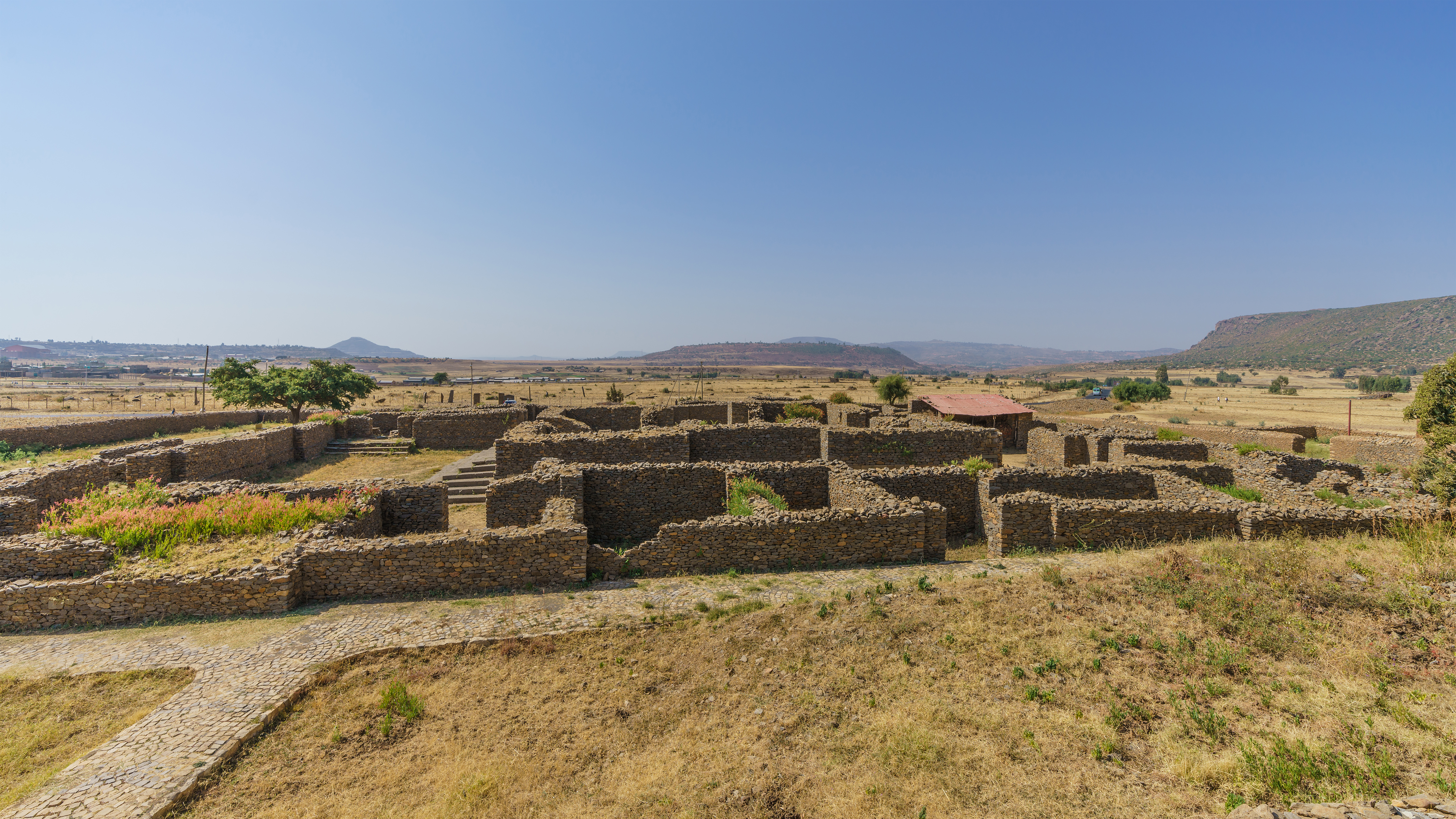
Pozůstatky dungurského paláce v Aksúmu

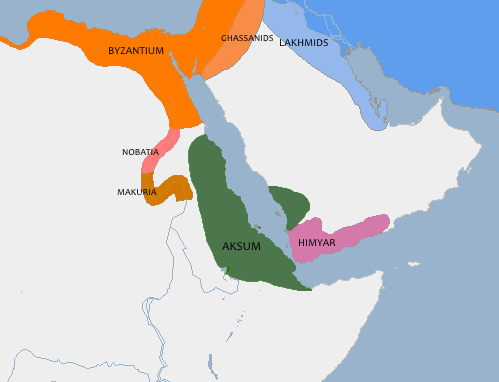
Aksumské království se svými sousedy

Kolem roku 330 podnikl Aksum výpravu směrem na sever proti Merojskému království v Núbii a té se podařilo vyplenit jeho hlavní město. Další úspěšná výprava kolem roku 520 pod vedením vojevůdce Abraha proti království Himjar v dnešním Jemenu rozšířila aksumské panství o tuto část Arábie. Důvodem bylo pronásledování křesťanů v tomto arabském království vyznávajícím judaismus. Král Himjaru byl sesazen a nahrazen aksumským místokrálem, který byl zanedlouho kolem roku 525 sesazen Abrahem a poté sám zaujal jeho místo. Pro Aksum to znamenalo ztrátu této nové části říše, sice vyslal vojska za znovudobytí této vzbouřené provincie, ale to dopadlo nezdarem a království se muselo spokojit alespoň s tím, že mu místokrál zůstává podřízen alespoň formálně s povinností vyplácení příspěvků. Abrahův syn Masruk pokračoval coby místokrál ve formální podřízenosti Aksúmu s odváděním daně, avšak nevlastní bratr Ma'd-Karib vycítil příležitost ke vzpouře a obrátil se na pomoc k tehdejším zahraničním mocnostem. Nejprve se pokusil žádat o pomoc východořímského císaře Justiniána, a když nepochodil u něj, obrátil se se stejnou žádostí k perskému velkokráli Husravovi, který odpověděl vysláním flotily s vojskem proti aksumskému místokrálovství v Jemenu. Peršané poté s pomocí Himjaru dobyli město Saná a ukončili Masrukovu vládu. Na uvolněnou pozici byl dosazen Ma'd-Karibův syn, ale byl zanedlouho zavražděn spiklenci z řad Aksumitů, druhé perské tažení již mělo za úkol připojit aksumský Jemen k Sásánovské Persii, jehož správy se poté ujal perský místodržící.

### Úpadek

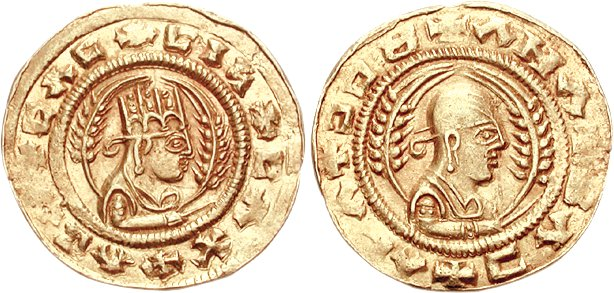
Aksumské zlaté mince s podobiznou krále Endubise

Reakcí Aksumu na tuto situaci bylo, že se soustředilo nyní jen na africkou pevninu. Od poloviny 6. po 7. století Aksumská říše pomalu upadala. Jistě k tomu dopomohla nedávná ztráta části říše, která jí zajišťovala bohatství z obchodu po Rudém moři. Příčinou ale mohl být i justiniánský mor. Rovněž aksumské námořnictvo upadlo. Když roku 702 aksumští piráti napadli Hidžáz a obsadili Džiddu, Sulejman íbn Abd al-Malik na to odpověděl odvetou proti Aksumu obsazením Dahlackých ostrovů a islamizací jejich obyvatel, avšak samotný Aksum se nezmohl na odpor. Doba 7. století byla komplikována nájezdy Arabů a nástupem islámu v oblasti. Přestože říše nadále udržovala se svými muslimskými sousedy nadstandardní vazby a roku 615 se stala dokonce útočištěm prvních stoupenců Mohameda, po počátku Hidžry (islámského letopočtu) byl Aksum Araby přemožen. V průběhu 7. století přestalo království razit vlastní mince a obyvatelé začali vyhledávat útočiště ve vnitrozemí. Nakonec bylo samotné město Aksúm zcela opuštěno a království ztratilo kontrolu nad většinou svého pobřeží, tolik potřebného k námořnímu obchodu se světem.
Ačkoli království ztratilo statut silné obchodní velmoci, dál přitahovalo arabské obchodníky. Arabští autoři té doby popisovali Etiopii jako velikou a mocnou říši, ale nehovořili o ní již jako o Aksumu. Funkci hlavní města po Aksumu převzalo jedno z druhořadých, dnes již neznámých měst (snad se jmenovalo Ku'bar nebo Jarmi). Další citelnou ránu pro podlomený Aksum znamenalo ovládnutí Rudého moře islámským chalífátem, čímž se křesťanské království dostalo do izolace. Ještě v průběhu 10. století se království snažilo rozšiřovat směrem na jih a provádět křesťanské misie v některých oblastech.

### Rozpad a zánik
Poslední ránu Aksumu zasadila zřejmě nová královna jménem Gudit (Judita) nastoupivší na trůn, která na rozdíl od většinové společnosti byla patrně židovského nebo pohanského vyznání, se měla s nepřátelským postojem k většinovému křesťanství snažit o násilnou změnu základů své říše. I když jsou doklady o tomto období zkratkovité, bylo zjištěno, že v té době byl velký počet kostelů srovnán se zemí a mnohé písemnosti zničeny. Říše se sice rozpadla a přestala existovat, zanechala po sobě odkaz v podobě aksumské kultury a vlády nad Etiopií se na místo ní ujala dynastie Zangweovců, kterou později vystřídala Šalomounovská dynastie a Etiopské císařství.

## Centrum obchodu

Aksum byl důležitým prostředníkem námořního obchodu v 1. století

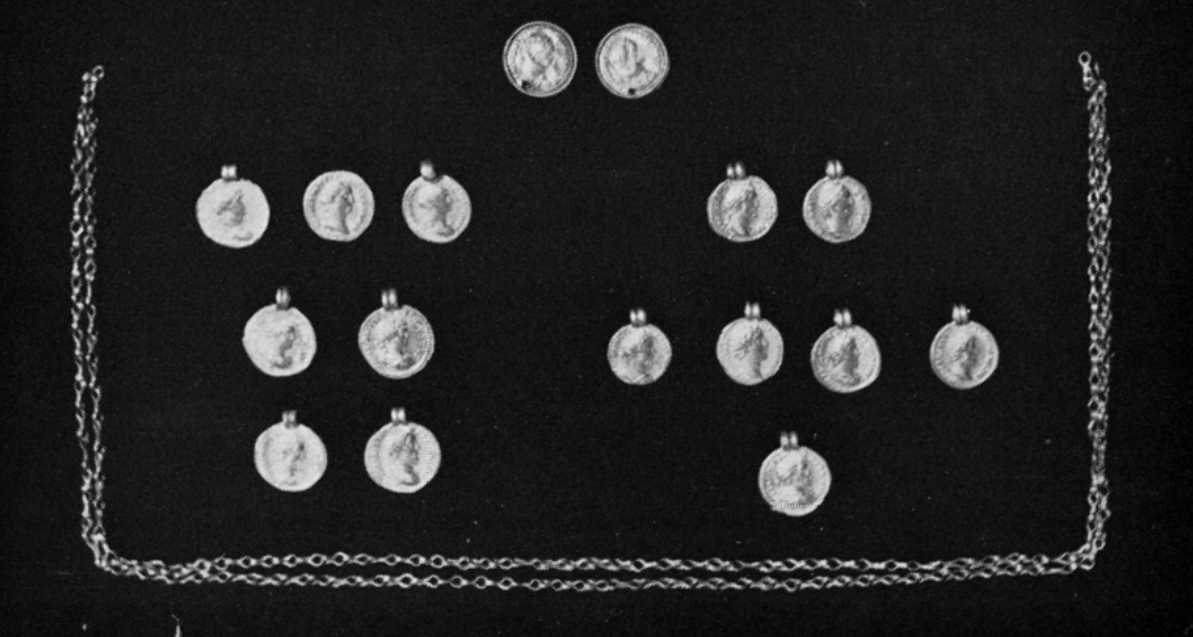
Nalezené římské mince

Na počátku 1. století našeho letopočtu se v Aksumském království přihodily dvě významné události, které mu dopomohly k bohatství a síle. K moci se dostali významní panovníci v čele s „Králem králů“, který vládl v Aksúmu, zatímco menším oblastem vládli méně důležití králové, kteří „Králi králů“ ročně platili daně nebo jiné příspěvky. V té době zdejší lidé pochopili systém monzunů. Náčelníci se naučili využívat sílu a směr větrů, a tak mohli vysílat své lodě ze Středozemního moře přes Rudé moře do Indického oceánu. Touto cestou se dokonce začalo dovážet hedvábí z Číny, ačkoli doprava po souši pokračovala i nadále. Jen zřídka kdy plula jedna loď celou trasu, a tak řemeslníci museli zastavit v aksumském přístavu Abujsuku. Obchodníci s kadidlem a myrhou, stejně jako indičtí obchodníci s kořením, kteří původně cestovali přes jižní Arábii do středomoří po souši, začali plout do Abujsuku. V této době se mu začalo říkat Aduilis. Kadidlo se dováželo pro náboženské účely a pro balzamování, myrha se používala k výrobě parfémů a kosmetiky a v lékařství. V 6. století byl Aksum tak mocný, že převzal kontrolu nad čtrnácti se sjednocujícími státy Arábie, jež byly největšími pěstiteli kadidla a myrhy.

## Náboženství a stély

### Aksumský polyteismus

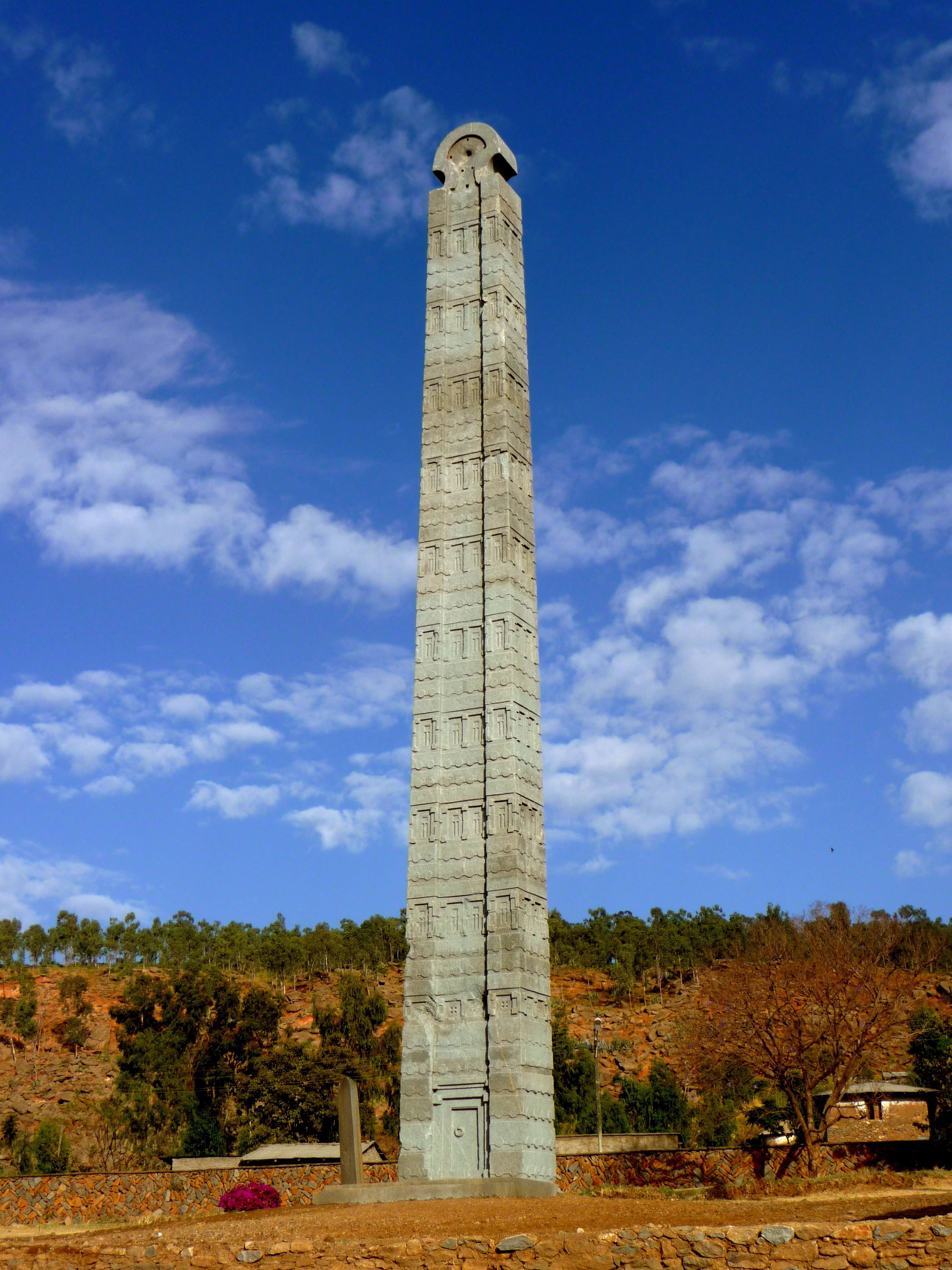
Obelisk v Aksúmu

Poměrně málo se toho ví o náboženství předkřesťanské Etiopie. Na základě vazeb Aksumu k jižní Arábii a se Sabejci, lze soudit, že původní aksumské náboženství mělo mnoho společného s arabským polyteismem a mytologií. Hlavními božstvy uctívanými během nadvlády Jehy království D'mt byly semitská triáda Slunce, Měsíce a Venuše. V aksúmském období je nahradila poněkud odlišná triáda skládající se z bohyně Aštary (Venuše), boha moře Behra a boha země Medra. Vládu nad sluncem převzalo ženské božstvo nazývané sabejsky Zat-Badar. Jak se vojenská moc Aksumu rostla, dosahoval bůh války Mahram stále většího významu, nakonec se stal zvláštním patronem aksumských králů. V městech jako byla Jeha či Aksúm, i v různých provinčních městech, byly chrámy a oltáře zasvěcovány několika hlavním božstvům současně. 

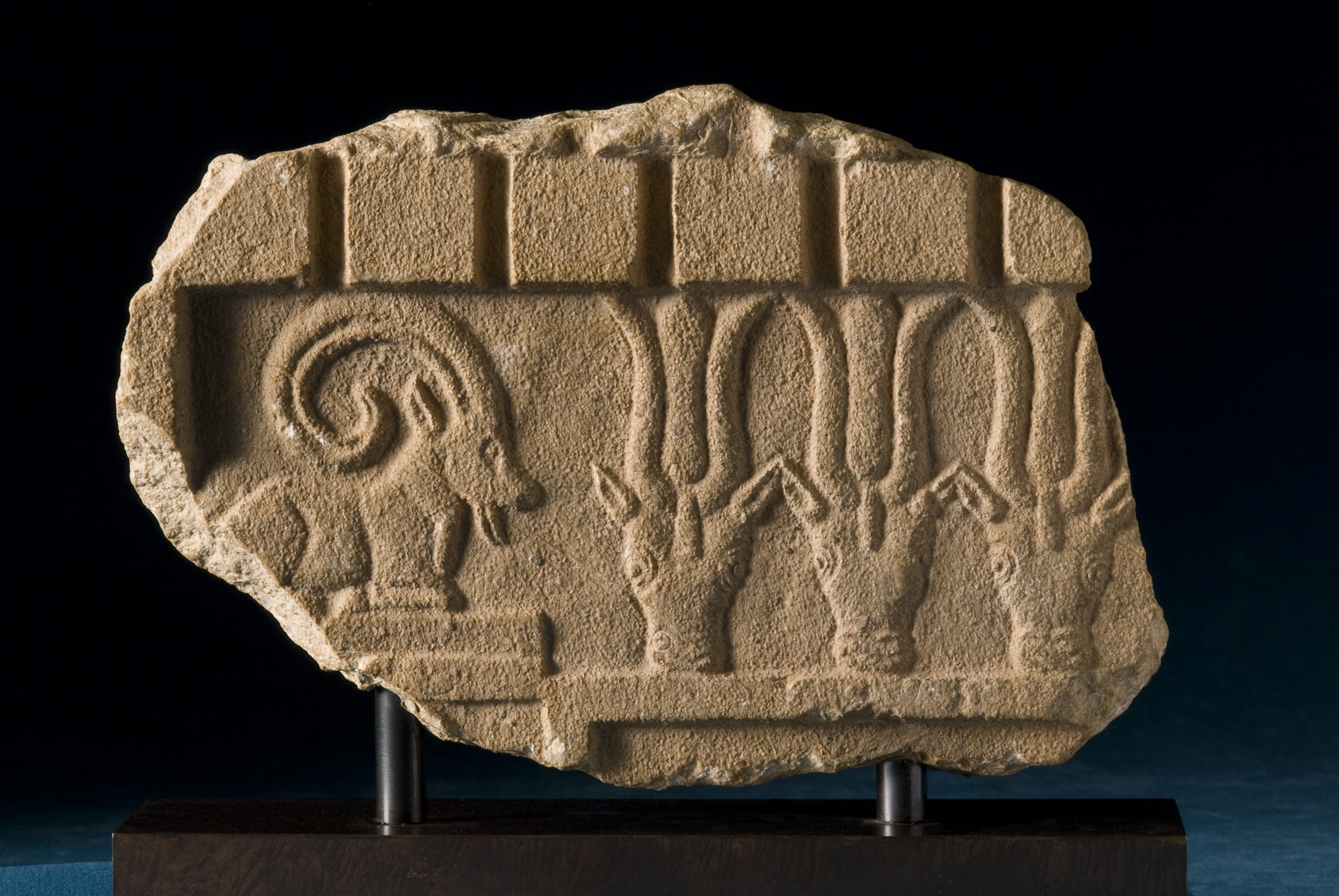
Fragment s kozorožcem a přímorožci odkazuje k bohyni Aštaře

Chrámová architektura se pečlivě držela svých vzorů v jižní Arábii. Stavby se nacházely na vyvýšených stupňovitých plošinách a přistupovalo se k nim po monumentálních schodištích. Velmi málo je nám dnes známo o interiérech a vnitřní výzdobě chrámů. Vnější zdi byly zdobeny různými vzory ve formě vyčnívajícího nebo zapuštěného obložení. Vedle chrámy byly zřizovány votivní stély a obětní stoly, z nichž mnohé připomínaly vojenské úspěchy konkrétních vládců. Zvířecí a někdy i lidské oběti byly zřejmě běžným rysem během oslav vítězství nad nepřáteli.

### Christianizace

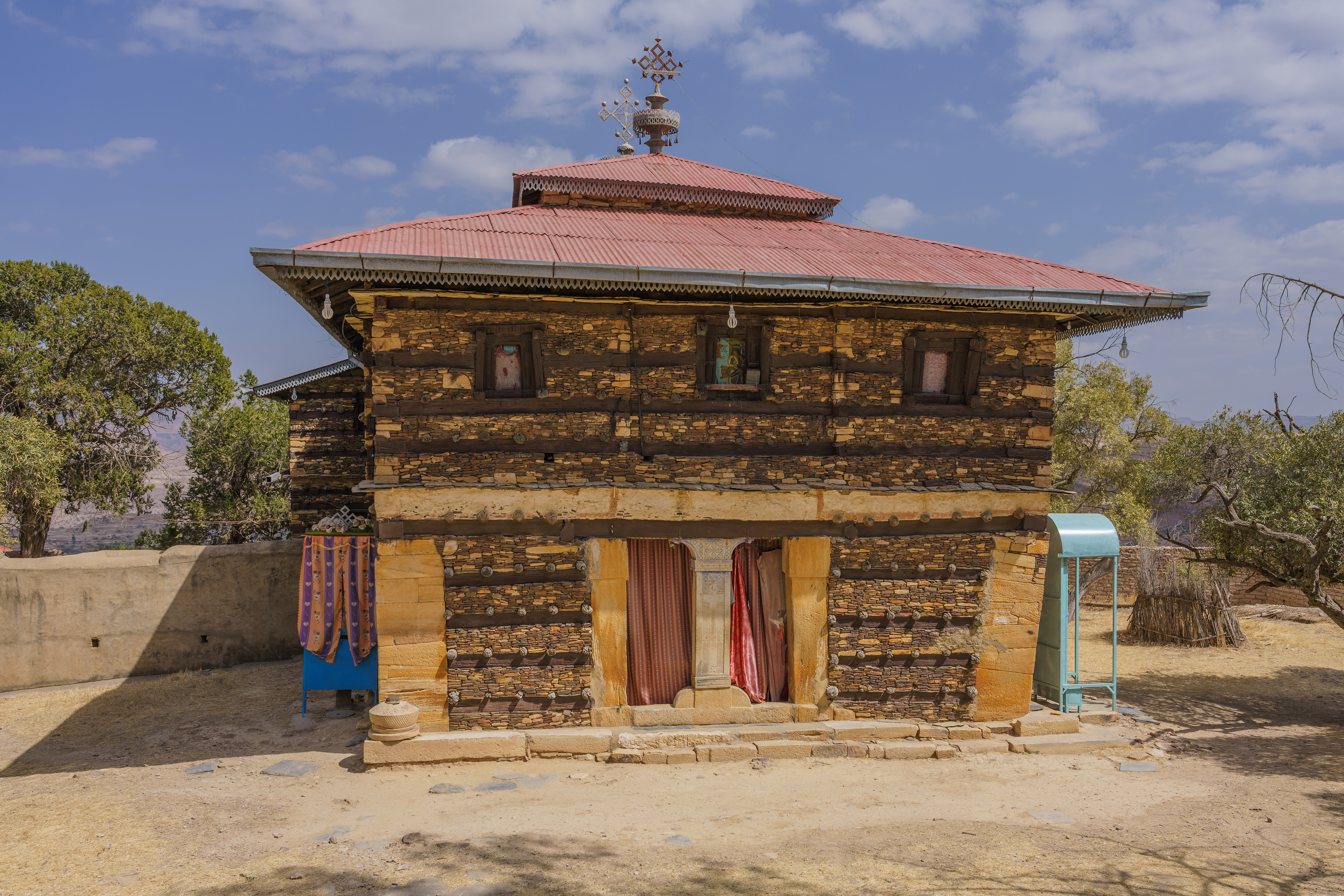
Klášter Debre Damo s typickou askumskou architekturou

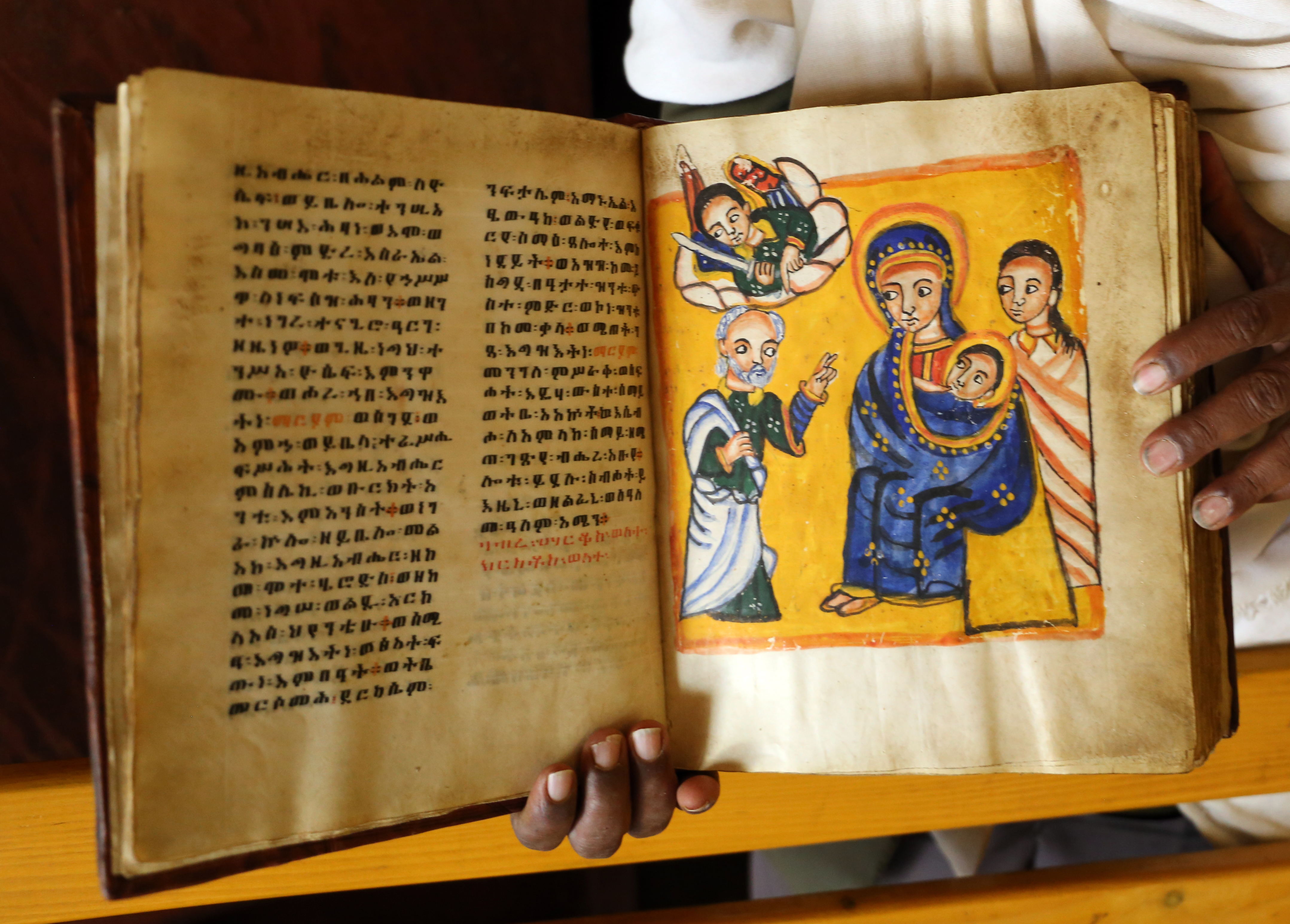
Rukopis s iluminacemi

Ve 4. století n. l. se do Aksumu dostalo křesťanství a zůstalo v Etiopii hlavním náboženstvím dodnes. Tehdy také zruční kameníci vztyčovali obrovské granitové stély neboli obelisky na znamení, že jejich země bohatne a vzkvétá. Měly podobu výškových budov s falešným dolním vchodem a celou řadou falešných oken po obvodech, jsou však bez nápisů. Křesťanství mezi Aksumity převládlo a zcela vytlačilo předchozí polyteismus na okraj, jeho staří bohové však nevymizeli zcela. Na některých stélách jsou patrné vyryté symboly předkřesťanských bohů jako např. boha měsíce Havbase či boha války a králů Mahrama. Často byli uctíváni také předkové a na jejich počest se obětovala zvířata. 
Zesnulí králové byli ukládáni do skalních pohřebních komor. V průběhu času byly však vystaveny útoky vykradačů hrobů natolik, že obsah ani jedné z nich se do dnešního dne nezachoval. Právě z toho důvodu a také kvůli absenci nápisů je obtížné si vytvořit představu o tom, jaký význam hrál pohřební rituál v náboženském životě starých Etiopanů.

## Odkaz Aksumu dnes
Aksúm leží dnes v etiopském kraji Tigrai, v nadmořské výšce 2100 m n. m. Není sice hlavním městem tohoto kraje, je však nejposvátnějším místem všech etiopských křesťanů a představuje pro ně totéž, co Mekka pro muslimy nebo Jeruzalém pro Židy.
Aksúm má v současné době 25 000 obyvatel a jeho historie je těsně svázána s legendární královnou ze Sáby, která kolem roku 1000 př. n. l. navštívila v Jeruzalémě krále Šalomouna. Plodem jejich setkání byl syn Menelik, považovaný za zakladatele šalomounsko-etiopské dynastie, která vládla v zemi až do roku 1974. Poslední císař Haile Selassie se na ni odkazoval dokonce v ústavě.